# Aaskov Kommune
Aaskov Kommune i Ringkøbing Amt blev dannet ved kommunalreformen i 1970. Ved strukturreformen i 2007 blev den indlemmet i Herning Kommune sammen med Aulum-Haderup Kommune og Trehøje Kommune.

## Tidligere kommuner
Aaskov Kommune blev dannet ved sammenlægning af 3 sognekommuner:
| Kommune        | Folketal 1. januar 1970 | Byer                       |
| -------------- | ----------------------- | -------------------------- |
| Assing         | 2.357                   | Kibæk                      |
| Skarrild       | 1.290                   | Skarrild                   |
| Sønder Felding | 2.244                   | Stakroge og Sønder Felding |
| I alt          | 5.891                   |                            |

Hertil kom en del af et ejerlav fra Sønder Omme Sogn i Grindsted Kommune.
Kommunen havde 7.022 indbyggere 1. januar 2004.

## Sogne
Aaskov Kommune bestod af følgende sogne:
- Assing Sogn
- Ilderhede Sogn – udskilt fra Sønder Felding, Sønder Omme og Hoven sogne, som kirkedistrikt i 1907 og som selvstændigt sogn i 1980.[3]
- Skarrild Sogn, hvorfra Karstoft Sogn er udskilt i 2010
- Sønder Felding Sogn

## Borgmestre[4]
| Navn                       | Parti   | Periode   |
| -------------------------- | ------- | --------- |
| Christian Jørgensen        | Venstre | 1970-1986 |
| Jakob E. Jacobsen          | Venstre | 1986-1994 |
| Christian Rahbek           | Venstre | 1994-2002 |
| Jørgen Christian Jørgensen | Venstre | 2002-2006 |

Kommunalbestyrelsen bestod af 13 medlemmer, hvor Venstre siden kommunevalget november 2001 havde absolut flertal med 7 ud af de 13 medlemmer.

## Geografi
Aaskov-området var og er hjemsted for en del træindustri med virksomheder indenfor produktion af døre, vinduer og køkkener samt virksomheder der producerer presenninger, tæpper m.v. Herudover er kursuscentret Skarrildhus placeret i området.
Aaskov-området gennemskæres i sin sydlige ende af Skjern Å, der løber gennem Skarrild og Sønder Felding. I områdets nordlige ende findes Momhøje, som Kibæk ligger placeret op ad, hvorved byen på trods af områdets generelt flade topografi er ganske kuperet.
I området findes udover Skjern Å en lang række mindre åer og vandløb. Den næststørste er Karstoft Å, der f.eks. ved Skarrildhus slynger sig malerisk gennem landskabet. Navnet Kibæk menes at betyde 'Tibæk', og der findes da også rigtig mange små bække i byen.